# تيم روث
تيموثي سايمون «تِم» سميث (بالإنجليزية: Tim Roth)‏ ممثل ومخرج ومنتج إنجليزي من مواليد 14 مايو 1961، حاصل على جائزة البافتا 1995 لأفضل ممثل مساند عن دوره في فيلم روب روي،
حصل على ترشيح للأوسكار والغولدن غلوب عام 1995 لفئة أفضل ممثل مساند لفيلم روب روي

## نشأته
ولد «روث» في العاصمة الإنجليزية لندن عام 1963 ودرس النحت في كلية الآداب بجامعة كامبرويل، ولكنه لم يستطع إكمال دراسته فتركها واتجه للتمثيل.
تميز «روث» بإتقانه للهجة الأميركية، وهذا ما جعله يؤدي أنواعاً كثيرة من الأدوار التليفزيونية البريطانية والأجنبية

## حياته المهنية
كانت أولى مشاركاته عام 1982 من خلال الفيلم التليفزيوني Made in Britain وبعدها بعامين فيلم Meantime واستمر في القيام بهذه النوعية
من الأدوار حتى حصل على أول دور في الفيلم السينمائي The Hit في العام نفسه.
أدى نجاح «روث» إلى اشتراكه في مزيد من الأعمال أصبح أشهرها دور «فينيسنت فان جوج» في فيلم Vincent & Theo
وفيلم Rosencrantz & Guildenstern Are Dead أمام «جاري أولدمان» عام 1990 الذي شهد سفره إلى لوس أنجلوس الأميركية
للحصول على فرص أكبر ليقابل المخرج «كوينتن تارنتينو».
بدأ «روث» طريقاً مختلفاً في سينما هوليوود بدأها بالقيام بدور «مستر أورانج» المميز في فيلم المخرج «تارنتينو» Reservoir Dogs عام 1992
ثم كرر العمل مع المخرج ذاته مرة أخرى بعدها بعامين من خلال فيلم Pulp Fiction وكان يقوم بدور لص المطعم الذي ظهر في المشهد الافتتاحي للفيلم.
الظهور المميز لـ«روث» جعله يشترك في أفلام أخرى قوية في السنة التالية مباشرة مثل فيلم Four Rooms وفيلم Rob Roy الذي رشح من خلاله لجائزة الأوسكار كأفضل ممثل مساعد، وفي عام 1998 قام بأداء العمل الذي يعتبره البعض الأفضل له على الإطلاق وهو دور عازف البيانو في فيلم المخرج الإيطالي القدير «جوزسيبي تورناتوري» The Legend of 1900، ويمكن اعتبار هذا العمل مصدر إلهام ليقوم بتجربته الإخراجية الوحيدة من خلال فيلم The War Zone عام 1999.
شهد العقد الأول من الألفية أفلاماً مميزة قام بها «روث» مثل فيلم المخرج «تيم بورتون» Planet of the Apes عام 2001 وفيلم Youth Without Youth
عام 2007 ثم The Incredible Hulk عام 2008 ليقوم في العام التالي مباشرة بتجربته التليفزيونية الأمريكية الوحيدة من خلال مسلسل Lie to Me.

## الأعمال

### الأفلام
| السنة | العنوان                              | الدور                                      | ملاحظات |
| ----- | ------------------------------------ | ------------------------------------------ | --- |
| 1984  | الضربة                               | Myron                                      | ترشيح – BAFTA Award for Best Newcomer |
| 1985  | Return to Waterloo ‏                  | Boy Punk                                   | |
| 1988  | عالم منفصل                           | Harold                                     | |
| 1988  | To Kill a Priest                     | Feliks                                     | |
| 1988  | Twice Upon a Time                    |                                            | |
| 1989  | الطباخ واللص وزوجته وعشيقها          | Mitchel                                    | |
| 1990  | فينسنت أند ثيو                       | فينسنت فان غوخ                             | |
| 1990  | Farendj                              | Anton                                      | |
| 1990  | Rosencrantz & Guildenstern Are Dead ‏ | Guildenstern                               | |
| 1991  | Backsliding                          | Tom Whitton                                | |
| 1992  | كلاب المستودع                        | Freddy Newendyke ("Mr. Orange")            | |
| 1992  | Jumpin' at the Boneyard              | Manny                                      | |
| 1993  | Bodies, Rest & Motion                | Nick                                       | |
| 1993  | El Marido perfecto                   | Milan                                      | |
| 1994  | Captives                             | Philip Chaney                              | |
| 1994  | Little Odessa ‏                       | Joshua Shapira                             | ترشيح – جائزة الروح المستقلة لأفضل ممثل رئيسي |
| 1994  | خيال رخيص                            | "Ringo" ("Pumpkin")                        | |
| 1995  | روب روي                              | Archibald Cunningham                       | جائزة البافتا لأفضل ممثل في دور ثانوي Kansas City Film Critics Circle Award for Best Supporting Actor ترشيح – جائزة الأوسكار لأفضل ممثل مساعد ترشيح – جائزة غولدن غلوب لأفضل ممثل مساعد - فيلم ترشيح – جائزة زحل لأفضل ممثل مساعد [الإنجليزية] |
| 1995  | أربع غرف                             | Ted                                        | |
| 1996  | No Way Home                          | Joey                                       | |
| 1996  | الكل يقول أحبك                       | Charles Ferry                              | |
| 1996  | Mocking the Cosmos                   | Myrodemnon / Myron                         | |
| 1997  | Gridlock'd                           | Alexander "Stretch" Rawland                | |
| 1997  | Hoodlum                              | دتش شولتز                                  | |
| 1997  | Deceiver                             | James Walter Wayland                       | |
| 1997  | Animals with the Tollkeeper          | Henry                                      | |
| 1998  | الأسطورة 1900                        | Danny Boodman TD Lemon 1900                | |
| 1999  | The War Zone                         |                                            | Director C.I.C.A.E. Award Valladolid International Film Festival Silver Spike جوائز الأفلام الأوروبية for European Discovery of the Year مهرجان أدنبرة السينمائي الدولي for Best New British Feature Tróia Award – First Works Section Jury Award for Best Director & Best First Feature ترشيح – جائزة بوديل for Best Non-American Film ترشيح – جوائز الروح المستقلة for Best Foreign Film |
| 2000  | The Million Dollar Hotel             | Izzy Goldkiss                              | |
| 2000  | فاتيل ‏                               | Marquis de Lauzun ‏                         | |
| 2000  | Lucky Numbers                        | Gig                                        | |
| 2001  | كوكب القردة                          | Thade                                      | ترشيح – جوائز إمباير ترشيح – جائزة إم تي في لأفضل شرير ترشيح – جائزة زحل لأفضل ممثل مساعد [الإنجليزية] |
| 2001  | Invincible                           | Hersche Steinschneider / Erik Jan Hanussen | |
| 2001  | The Musketeer                        | Febre                                      | |
| 2002  | Emmett's Mark                        | John Harrett / Frank Dwyer                 | ترشيح – DVD Exclusive Award for Best Supporting Actor in a DVD Premiere Movie ‏ |
| 2003  | Whatever We Do                       | Joe                                        | Short film |
| 2003  | To Kill a King                       | أوليفر كرومويل                             | |
| 2004  | Nouvelle-France                      | ويليام بيت الأكبر                          | |
| 2004  | البلد الجميل                         | Captain Oh                                 | |
| 2004  | With It                              | "Chicken Louis" Farnatelli                 | |
| 2004  | Silver City ‏                         | Mitch Paine                                | |
| 2005  | Don't Come Knocking                  | Sutter                                     | |
| 2005  | ماء عادم (فيلم)                      | Jeff Platzer                               | |
| 2007  | مال متساوي                           | Victor                                     | |
| 2007  | Youth Without Youth ‏                 | Dominic                                    | |
| 2007  | Virgin Territory                     | Gerbino                                    | |
| 2008  | ألعاب مضحكة (فيلم 2007)              | George                                     | |
| 2008  | هولك الخارق                          | أبومينيشن                                  | |
| 2009  | King Conqueror                       | بيدرو الثاني ملك أراغون                    | |
| 2010  | Pete Smalls Is Dead                  | Pete Smalls                                | |
| 2012  | المراجحة                             | المحقق مايكل براير                         | |
| 2012  | Broken                               | Archie                                     | Stockholm International Film Festival ‏ Award for Best Actor |
| 2012  | Möbius                               | Rostovski                                  | |
| 2013  | The Liability                        | Roy                                        | |
| 2014  | غريس أميرة موناكو                    | رينيه الثالث (أمير موناكو)                 | |
| 2014  | United Passions                      | جوزيف بلاتر                                | |
| 2014  | سيلما                                | جورج والاس                                 | |
| 2014  | عاصفة أكتوبر                         | Tom                                        | |
| 2015  | A Fall from Grace                    | Detective Tabb                             | |
| 2015  | 600 Miles                            | Hank Harris                                | |
| 2015  | Chronic                              | David                                      | ترشيح – جائزة الروح المستقلة لأفضل ممثل رئيسي |
| 2015  | هاردكور هنري (فيلم)                  | Henry's Father                             | |
| 2015  | Mr. Right ‏                           | Hopper                                     | |
| 2015  | الحاقدون الثمانية                    | Oswaldo Mobray                             | |
| 2017  | The Brits Are Coming                 | Peter Fox                                  | Filming |

### التلفزيون
| السنة     | العنوان                           | الدور                    | ملاحظات                                                    |
| --------- | --------------------------------- | ------------------------ | ---------------------------------------------------------- |
| 1982      | Made in Britain                   | Trevor                   | فيلم تلفزيوني                                              |
| 1983      | Meantime                          | Colin                    | Television film                                            |
| 1983      | Not Necessarily the News          | Gay Man                  | Episode: "Road Trip"                                       |
| 1985      | القتل بالمرايا                    | Edgar Lawson             | Television film                                            |
| 1986      | King of the Ghetto                | Matthew Long             | 4 episodes                                                 |
| 1987      | Metamorphosis                     | Gregor Samsa             | Television film                                            |
| 1991      | Tales from the Crypt [الإنجليزية] | Jack Craig               | Episode: "Easel Kill Ya"                                   |
| 1993      | Murder in the Heartland           | Charles Starkweather     | 2 episodes                                                 |
| 1993      | Heart of Darkness ‏                | Marlow                   | Television film                                            |
| 2006      | Tsunami: The Aftermath            | Nick Fraser              | Television film                                            |
| 2009      | Skellig                           | Skellig                  | Television film                                            |
| 2009–2011 | اكذب علي                          | Dr. Cal Lightman         | 48 episodes جوائز خيار الشعب for Favorite TV Crime Fighter |
| 2010      | Sea Wolf ‏                         | Death Larsen             | 2 episodes                                                 |
| 2014      | Klondike                          | The Count                | 6 episodes                                                 |
| 2014      | الدجاجة الآلية                    | الدكتور (voice)          | Episode: "Walking Dead Lobster"                            |
| 2016      | Reg                               | Reg Keys                 | Television film                                            |
| 2016      | Rillington Place                  | جون كريستي (قاتل متسلسل) | 3 episodes                                                 |
| 2017      | Twin Peaks ‏                       | TBA                      |                                                            |

## وصلات خارجية
- The Officially Unofficial Tim Roth Web Page
- تيم روث على موقع IMDb (الإنجليزية)
- تيم روث على موقع روتن توميتوز (الإنجليزية)
- تيم روث على موقع مونزينجر (الألمانية)
- تيم روث على موقع قاعدة بيانات الأفلام العربية
- تيم روث على موقع ألو سيني (الفرنسية)
- تيم روث على موقع ميوزك برينز (الإنجليزية)
- تيم روث على موقع تيرنر كلاسيك موفيز (الإنجليزية)
- تيم روث على موقع أول موفي (الإنجليزية)
- تيم روث على موقع قاعدة بيانات الأفلام السويدية (السويدية)
- تيم روث على موقع إن إن دي بي (الإنجليزية)
- Allmovie entry for Tim Roth
- Audio Interview w/ Rafferty/Mills Connection Podcast (2009)